# Lubalo
Lubalo är en kommun i Angola.   Den ligger i provinsen Lunda Norte, i den norra delen av landet, 700 km öster om huvudstaden Luanda.
I omgivningarna runt Lubalo växer huvudsakligen savannskog. Runt Lubalo är det mycket glesbefolkat, med 4 invånare per kvadratkilometer.